# آبشار یگالا
آبشار یگالا (به استونیایی: Jägala juga) آبشاری است که در استونی واقع شده و ارتفاع کلی ریزشگاه آن ۸ متر است.